# Петерсон, Бен
Бенджамин Ли «Бен» Петерсон (англ. Benjamin Lee "Ben" Peterson); род. 27 июня 1950, округ Баррон, Висконсин, США) — американский борец вольного стиля, чемпион и призёр Олимпийских игр, чемпион Панамериканских игр, призёр чемпионата мира, обладатель Кубка мира. Брат Джона Петерсона, также чемпиона олимпийских игр по борьбе.

## Биография
Жил в Комстоке близ Камберленда, штат Висконсин. После окончания школы в Камберленде, поступил в университет Айовы.
В 1971 и 1972 году становился чемпионом США по версии NCAA.
На Летних Олимпийских играх 1972 года в Мюнхене боролся в категории до 90 килограммов (полутяжёлый вес). Выбывание из турнира проходило по мере накопления штрафных баллов. За чистую победу штрафные баллы не начислялись, за победу за явным преимуществом начислялось 0,5 штрафных балла, за победу по очкам 1 штрафной балл, за ничью 2 или 2,5 штрафных балла, за поражение по очкам 3 балла, поражение за явным преимуществом 3,5 балла, чистое поражение — 4 балла. Если борец набирал 6 или более штрафных баллов, он выбывал из турнира. Титул оспаривали 23 человека. Бен Петерсон, победив чисто в последней встрече, ожидал окончания схватки Геннадия Страхова с венгром Кароем Байко. Чистая победа любого из борцов оставляла Петерсона на втором месте, как и победа Страхова за явным преимуществом. Любой другой исход выводил Петерсона в чемпионы. Ни Страхов, ни Байко не смогли добиться чистой победы, и Бен Петерсон стал чемпионом олимпийских игр.
| Круг | Соперник         | Страна                                    | Результат | Основание                  | Время схватки |
| ---- | ---------------- | ----------------------------------------- | --------- | -------------------------- | ------------- |
| 1    | Павел Куржевский | Польша                                    | Победа    | По очкам (1 штрафной балл) |               |
| 2    | Рауль Гарсиа     | Мексика                                   | Победа    | Туше (0 штрафных баллов)   | 8:09          |
| 3    | Геннадий Страхов | Союз Советских Социалистических Республик | Ничья     | (2 штрафных балла)         |               |
| 4    | Реза Хоррами     | Иран                                      | Победа    | По очкам (1 штрафной балл) |               |
| 5    | Барбаро Морган   | Куба                                      | Победа    | Туше (0 штрафных баллов)   | 5:24          |
| 6    | Руси Петров      | Болгария                                  | Победа    | Туше (0 штрафных баллов)   |               |

В 1973 году дебютировал на чемпионате мира и занял третье место, а также взял серебряную медаль на Кубке мира. В 1975 году победил на Панамериканских играх, но на чемпионате мира остался только четвёртым. Кроме того, в этот период дважды стал чемпионом США по версии ААА.
На Летних Олимпийских играх 1976 года в Монреале боролся в категории до 90 килограммов (полутяжёлый вес). Регламент незначительно изменился: за победу с явным преимуществом в 12 баллов и более штрафные баллы не начислялись, при поражении за явным преимуществом в 12 баллов и более начислялось 4 штрафных балла. Титул оспаривали 21 человек. Бен Петерсон уверенно продвигался по турнирной таблице, но в финале проиграл советскому борцу Левану Тедиашвили, которому было достаточно свести схватку вничью, и занял второе место.
| Круг  | Соперник           | Страна                                    | Результат | Основание                 | Время схватки |
| ----- | ------------------ | ----------------------------------------- | --------- | ------------------------- | ------------- |
| 1     | Стельян Морков     | Румыния                                   | Победа    | 7-4 (1 штрафной балл)     |               |
| 2     | Шукри Ахмедов      | Болгария                                  | Победа    | 14-13 (1 штрафной балл)   |               |
| 3     | Ёсиаки Яцу         | Япония                                    | Победа    | 19-2 (0 штрафных баллов)  |               |
| 4     | Барбаро Морган     | Куба                                      | Победа    | Туше (0 штрафных баллов)  | 7:39          |
| 5     | Павел Куржевский   | Польша                                    | Победа    | 13-4 (0,5 штрафных балла) |               |
| 6     | Хорст Штоттмейстер | Германская Демократическая Республика     | Победа    | 13-8 (1 штрафной балл)    |               |
| Финал | Леван Тедиашвили   | Союз Советских Социалистических Республик | Поражение | 5-10                      |               |

В 1978 году на чемпионате мира остался лишь пятым. В 1980 году завоевал Кубок мира. Выиграв два чемпионата по версии ААА, вновь вошёл в олимпийскую сборную, но по известным причинам в Москве не выступал.
Член Национального зала славы борьбы США.
После того, как оставил карьеру в спорте, сделал карьеру архитектора. Также является основателем клуба Camp of Champs, куда приглашаются для тренировок молодёжи известные борцы, и с 1976 года тренером в христианском колледже Maranatha Baptist Bible College

## Видео
- Бен и Джон Петерсоны, фрагменты Олимпийских игр 1972, 1976